# Convair YB-60
Convair YB-60 – американский опытный реактивный стратегический бомбардировщик. Разрабатывался в соответствии с теми же тактико-техническими требованиями, что и Boeing B-52 Stratofortress. Две опытных машины переоборудовались из серийных самолётов B-36 F-1 и B-36 F-2. В ходе испытаний одного из YB-60 с 18 апреля 1952 г. по 25 июня 1954 г. были выявлены более низкие лётные характеристики по сравнению с испытывавшимся в тот же период B-52. USAF от самолёта отказались, даже не дожидаясь полёта второй машины.

## Конструкция
Конструкция самолёта была выполнена на основе поршневого бомбардировщика Convair B-36 (72% общих элементов). Центроплан, средняя и хвостовая части фюзеляжа были от В-36, а заострённая носовая часть фюзеляжа,  крыло (стреловидность 35°) и стреловидное хвостовое оперение были спроектированы заново.
Оборонительное вооружение сокращено до двух дистанционно управляемых кормовых пушек. Сокращенный экипаж из пяти человек, был размещен в передней гермокабине. Восемь ТРД J57-Р-3 были установлены попарно в гондолах закреплённых на пилонах под крылом.

## Тактико-технические характеристики
Источник данных: Wegg, 1990; Knaack, 1988.

Технические характеристики
- Экипаж: 5 (10[1]) человек
- Длина: 52,12 м
- Размах крыла: 62,79 м
- Высота: 15,24 м
- Площадь крыла: 486,7 м²
- Масса пустого: 69 410 кг
- Нормальная взлётная масса: 136 100 кг (расчётная)
- Максимальная взлётная масса: 186 000 кг (согласно контракту)[1]
- Объём топливных баков: 145 700 л
- Силовая установка: 8 × ТРД Pratt & Whitney J-57-P-3
- Тяга: 8 × 38,7 кН

Лётные характеристики
- Максимальная скорость: 818 км/ч
- Крейсерская скорость: 741 км/ч
- Боевой радиус: 4700 км (5390 км[1]) (с боевой нагрузкой 4536 кг)
- Перегоночная дальность: 9965 км (14820 км[1])
- Практический потолок: 13 610 м

Вооружение
- Стрелково-пушечное: 2 × 20 мм пушки в хвосте
- Боевая нагрузка: 33 000 кг